# Municipio de Pleasant Hill (Carolina del Norte)
El municipio de Pleasant Hill (en inglés: Pleasant Hill Township) es un municipio ubicado en el  condado de Northampton en el estado estadounidense de Carolina del Norte. En el año 2010 tenía una población de 604 habitantes.

## Geografía
El municipio de Pleasant Hill se encuentra ubicado en las coordenadas 36°30′46.54″N 77°32′52.92″O / 36.5129278, -77.5480333.